# Забороччя
Забороччя (біл. вёска Забарочча) — село в складі Крупського району Мінської області, Білорусь. Село підпорядковане Костричницькій сільській раді, розташоване в східній частині області.